# Malice n Wonderland
Malice N Wonderland — десятый студийный альбом американского рэпера Snoop Dogg, вышедший в 2009 году, через лейблы Doggystyle Records и Priority Records.
Альбом дебютировал под номером двадцать три в американском чарте Billboard 200, продав 59000 копий на первой неделе. После выпуска Malice n Wonderland получил разные отзывы от музыкальных критиков.
В середине 2009 года, лейбл Priority Records объявил, что Snoop Dogg был назначен креативным председателем Priority Records, и также объявил о планах выпустить его десятый студийный альбом на лейбле.
В альбом есть четырнадцать треков, спродюсированные Teddy Riley, Nottz, The Neptunes, The-Dream, и Terrace Martin. Гостями альбома стали R. Kelly, Soulja Boy Tell 'Em, и Brandy.
Президент Doggystyle Records и президент Snoopadelic Films Ted Chung, объявили, что Snoop снимет мини-кино, чтоб выпустить вместе с альбомом (подобный его короткометражному фильму 1994 года, Murder Was the Case, изображая себя как «супер гангстер».

## Отзывы
| Совокупная оценка    | Совокупная оценка |
| Источник             | Оценка            |
| -------------------- | ----------------- |
| Metacritic           | (61/100)          |
| Оценки критиков      |                   |
| Источник             | Оценка            |
| AllMusic             | [ 5 ]             |
| Entertainment Weekly | (B-)              |
| IGN                  | (7.5/10)          |
| RapReviews           | (7.5/10)          |
| Now Magazine         | [ 9 ]             |
| ThaCorner            | [ 10 ]            |
| USA Today            | [ 11 ]            |
| PopMatters           | (4/10)            |
| XXL                  | (L)               |
| The Source           | [ 14 ]            |
| Robert Christgau     | [ 15 ]            |

Malice n Wonderland получил положительные отзывы от Metacritic, дав оценку 61 из 100. The Smoking Section сказал: «Единственное в своём роде исполнение [Snoop’а] и знание того, как действительно создать доставляющую радость запись, видимо, продолжат служить главным проектом в хип-хопе.»

## Синглы
«Gangsta Luv» с участием The-Dream был выпущен 6 октября 2009 года, когда сам альбом ещё только должен был выйти. Песню спродюсировали американские продюсеры Tricky Stewart и The-Dream, который также есть на альбоме.
Второй сингл с альбома, «That’s tha Homie», был выпущен через цифровую загрузку 3 ноября 2009 года.
Третий сингл с альбома, «I Wanna Rock», содержит фрагменты из трека Rob Base and DJ E-Z Rock: «It Takes Two», который вышел в 1988 году. Сингл был выпущен через цифровую загрузку 17 ноября 2009 года.
Четвёртый сингл с альбома, «Pronto» при участии Soulja Boy, стал доступен для цифровой загрузки с 1 декабря 2009 года.

## Продвижение
Snoop Dogg выступил на WWE Raw 19 октября 2009 года, чтобы прорекламировать Malice n Wonderland.

## Коммерческий успех
Malice n Wonderland дебютировал под номером 23 в Billboard 200, продав 59000 на первой неделе. Это его первый альбом с тех пор, как вышел его альбом Paid tha Cost to Be da Boss, который не достиг десятки на Billboard 200, оказавшись самым низким по популярности альбомом в США. В американских чартах R&B/Hip-Hop, это единственный альбом, который не попал в топ 100, в Великобритании и Австралии. В первые недели продаж альбома Snoop Dogg, оказалось низким. Malice n Wonderland был продан тиражом в 300 000 копий до настоящего времени. Его предыдущий альбом, Ego Trippin' дебютировал под номером три в американском чарте Billboard 200, и был распродан тиражом в 400 000 копий в США до настоящего времени.

## Список композиций
| №   | Название                                             | Продюсер(ы)                           | Длительность |
| --- | ---------------------------------------------------- | ------------------------------------- | ------------ |
| 1.  | «Intro»                                              | Snoop Dogg                            | 0:14         |
| 2.  | «I Wanna Rock»                                       | Scoop DeVille                         | 3:56         |
| 3.  | «2 Minute Warning»                                   | Terrace Martin                        | 1:53         |
| 4.  | «1800» (при участии Lil Jon)                         | Lil Jon                               | 3:35         |
| 5.  | «Different Languages» (при участии Jazmine Sullivan) | Teddy Riley, Scoop DeVille, PMG (co.) | 4:44         |
| 6.  | «Gangsta Luv» (при участии The-Dream)                | Tricky Stewart, The-Dream             | 4:16         |
| 7.  | «Pronto» (при участии Soulja Boy)                    | B-Don, Super Ced (co.)                | 4:57         |
| 8.  | «That's tha Homie»                                   | Danja                                 | 5:43         |
| 9.  | «Upside Down» (при участии Nipsey Hussle & Problem)  | Terrace Martin, Jason Martin (co.)    | 4:44         |
| 10. | «Secrets» (при участии Kokane)                       | Battlecat                             | 4:53         |
| 11. | «Pimpin Ain't EZ» (при участии R. Kelly)             | Nottz                                 | 4:12         |
| 12. | «Luv Drunk» (при участии The-Dream)                  | Tricky Stewart, The-Dream             | 3:55         |
| 13. | «Special» (при участии Brandy & Pharrell)            | The Neptunes                          | 5:26         |
| 14. | «Outro»                                              | Snoop Dogg                            | 1:31         |

* (co.) Сопродюсер
Использованные семплы
- «I Wanna Rock» — «It Takes Two» приготовленный Rob Base and DJ E-Z Rock и «Think About It» приготовленный Lyn Collins.
- «Secrets» — «Talking in Your Sleep» приготовленный The Romantics.
- «Pimpin Ain’t EZ» — «Zoom» приготовленный The Commodores.

## Участники записи
Список музыкантов, принимавших участие в записи Malice n Wonderland подтверждён на Allmusic.

### Музыканты
- Misty Anderson — бэк-вокал
- Bokie — вокал
- Soulja Boy — вокал
- Brandy — вокал
- Shante Broadus — вокал, бэк-вокал
- Dee Dimes — бэк-вокал
- DJ Ez Dick — вокал
- Bryce Doherty — бэк-вокал
- The-Dream — вокал, продюсер
- Eric Eylands — бэк-вокал
- Andrew Gouche — бас
- Dustin Hess — бас-гитара
- Nipsey Hussle — вокал
- Holli Joyce Ivory — бэк-вокал
- R. Kelly — вокал
- Kokane — вокал
- Trevor Lawrence — ударные инструменты
- Cha’nelle Lewis — бэк-вокал
- Bokie Loc — вокал
- Terrace Martin — аккордеон, аранжировщик, клавишные инструменты, миксовка, продюсер, саксофон
- Rona Mercado — бэк-вокал
- Problem — вокал
- Kevin Randolph — клавишные инструменты
- Tricky Stewart — продюсер
- T’yana Shani Stewart — бэк-вокал
- Jazmine Sullivan — вокал
- Marlon Williams — гитара
- Pharrell Williams — вокал
- Mansur Zafr — клавишные инструменты

### Производство
- Lucky Alvarez — дизайн, художественное оформление
- Marcella «Ms. Lago» Araica — миксовка
- B-Don — продюсер
- Jason Bale — ассистент инженера
- Battlecat — миксовка, продюсер
- Mike Bozzi — ассистент
- Aaron «A-Game» Brunson — программирование клавишных
- Smith Carlson — ассистент
- Ted Chung — ассистент, инженер
- Andrew Coleman — цифровое редактирование, инженер
- Danja — продюсер
- Scoop DeVille — продюсер
- Dr. Dre — миксовка
- Shon Don — инженер
- Caliph Gamble — инженер
- Brian Gardner — мастеринг
- Abel Garibaldi — инженер
- Tasha Hayward — парикмахер-стилист
- Mauricio Iragorri — миксовка
- Chris Jackson — A&R, инженер
- Jaycen Joshua — миксовка
- Sam Kalandijan — инженер
- Justin Keitt — инженер, аранжировка вокала
- Keke — производственная координация
- Kori Lewis — ассистент
- Justin Li — A&R
- Lil Jon — вокал, миксовка, продюсер
- Giancarlo Lino — помощник при миксовке
- Deborah Mannis-Gardner — очистка семплов
- Fabian Marasciullo — миксовка
- Jason Martin — продюсер
- Ian Mereness — инженер
- Mister Cartoon — оформление обложки
- Luis Navarro — ассистент инженера
- The Neptunes — продюсер
- Nottz — продюсер
- Estevan Oriol — фотограф
- Erik «Mr. E.» Ramos — инженер
- Erik Reichers — миксовка
- Robert Reyes — ассистент инженера
- Teddy Riley — продюсер
- Ramon Rivas — ассистент
- April Roomet — гардероб
- Marcus Rutledge — инженер
- Edward «Poeted» Sanders Jr. — ассистент
- Constance Schwartz — маркетинг
- Ray Seay — миксовка
- Kelly Sheehan — инженер
- Brent Smith — бронирование
- Snoop Dogg — аранжировщик, исполнительный продюсер, основной артист, продюсер
- Ethan Sugar — инженер
- Super Ced — программирование барабанов, продюсер
- Brian «B-Luv» Thomas — инженер
- Pat Thrall — инженер
- Frank Vasquez — инженер
- Mark Vinten — инженер
- Andrew Wuepper — инженер

## Чарты
| Чарт (2009)               | Пик позиция |
| ------------------------- | ----------- |
| French Albums Chart       | 62          |
| Swiss Albums Chart        | 74          |
| US Billboard 200          | 23          |
| US Top R&B/Hip-Hop Albums | 5           |
| US Top Rap Albums         | 2           |

| Чарт (2010)               | Позиция |
| ------------------------- | ------- |
| US Billboard 200          | 135     |
| US Top R&B/Hip-Hop Albums | 34      |
| US Top Rap Albums         | 15      |